# Irlanda en los Juegos Olímpicos de Tokio 1964
Irlanda estuvo representada en los Juegos Olímpicos de Tokio 1964 por un total de 25 deportistas que compitieron en 7 deportes.  
El portador de la bandera en la ceremonia de apertura fue el atleta John Lawlor.

## Medallistas
El equipo olímpico irlandés obtuvo las siguientes medallas:
| Nombre        | Deporte | Competición      |
| ------------- | ------- | ---------------- |
| Oro           |         |                  |
| —             |         |                  |
| Plata         |         |                  |
| —             |         |                  |
| Bronce        |         |                  |
| James McCourt | Boxeo   | Ligero (60 kg) M |